# 曾文玉
曾文玉，廣東廣州府新會縣（今廣東省江門市新會區）人，清朝政治人物、進士出身。
光緒二十年（1894年），登進士，同年五月，以主事分部学习，后任工部學習主事、工部候補主事。光緒三十歲年，任軍機處額外章京。宣統元年（1909年），任軍機章京。